# Römische Inschrift an der Alexanderkirche (Marbach am Neckar)

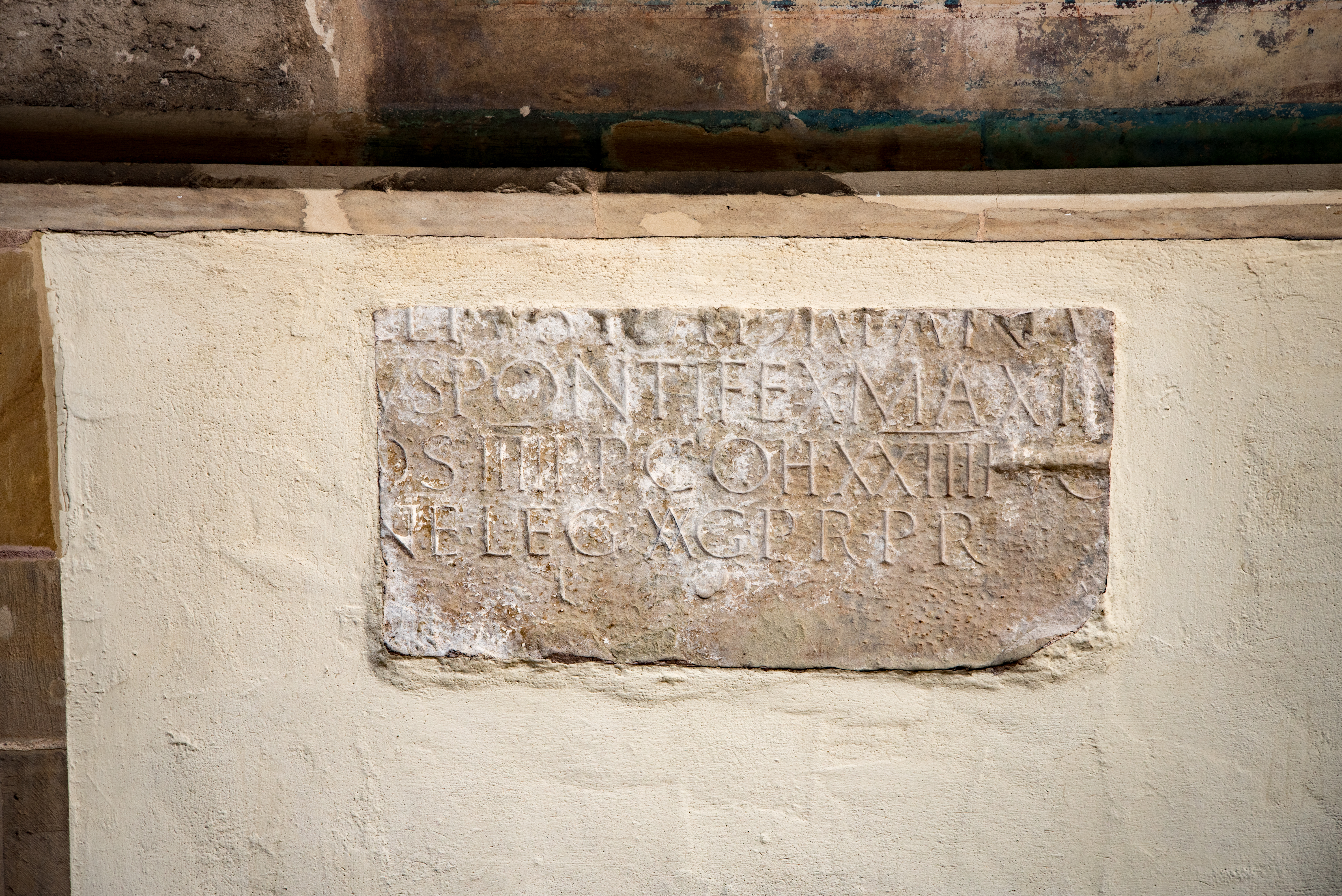
Römische Inschrift an der Alexanderkirche

Die Römische Inschrift an der südlichen Außenmauer der Alexanderkirche in Marbach am Neckar, einer Stadt im Landkreis Ludwigsburg in Baden-Württemberg, wurde 1996 bei der Renovierung der Kirche in etwa vier Meter Höhe unter dem Verputz entdeckt.

## Beschreibung
Der 113 cm breite und noch 59 cm hohe Inschriftstein ist auf dem Kopf stehend als Spolie eingemauert und nach der Kirchenrenovierung sichtbar gemacht worden. Es handelt sich um eine Bauinschrift, die vom gegenüber gelegenen Kastell Benningen stammt.
Der noch erhaltene Wortlaut der Inschrift lautet:

„LIVS HADRIAN 

VS PONTIFEX MAXIM 

OS III P P COH XXIIII VO 

NE LEG AVG PR PR“

Jörg Scheuerbrandt ergänzte und übersetzte die Inschrift wie folgt:

„[IMPERATOR CAESAR TITVS AE]LIVS HADRIAN[VS 

ANTONINVS AVGVSTVS PI]VS PONTIFEX MAXIM[VS TRIBVNICIA 

POTESTATE ?? C]OS IIII P(PATER) PATRIAE COH XXIIII VO[LVNTARIORUM CIVIVM ROMANORVM] 

NE LEG AVG PR PR“

Übersetzung: „Imperator Caesar Titus Aelius Hadrianus Antoninus Pius, oberster Priester, im Besitz der Amtsgewalt des Volkstribunen, zum vierten Male Konsul, Vater des Vaterlandes, (ließ) durch die 24. Kohorte freiwilliger römischer Bürger und den Statthalter ...o das Lager bauen.“
Die Bauinschrift wurde für ein großes Gebäude, das zwischen 145 und 161 n. Chr. entstanden sein muss, angefertigt. Der Kaiser Antoninus Pius wird als Bauherr genannt, weshalb es sich dabei wohl um einen militärischen Bau handeln muss. Möglicherweise könnte die Inschrift über der Tordurchfahrt eines der vier Lagertore des Kastells Benningen angebracht gewesen sein.